# Крестовоздвиженский Иерусалимский монастырь
Кресто-Воздвиженский Иерусалимский монастырь — ставропигиальный женский монастырь в посёлке санатория «Горки Ленинские» Ленинского городского округа Московской области России, на границе с деревней Лукино соседнего городского округа Домодедово той же области.

## История
Основан при женской богадельне, возникшей в 1837 году при церкви святых мучеников Флора и Лавра села Старый Ям Подольского уезда.
В 1855 году преосвященный митрополит Московский Филарет прислал в благословение богадельне Иерусалимскую икону Божией Матери греческого письма, ставшую главной святыней монастыря.
В 1865 году благодаря ходатайству святителя Филарета богадельня была переименована во Флоро-Лаврскую женскую общину.
В 1870 году община была переведена в имение Александры Петровны Головиной сельцо Лукино, близ которого и находится монастырь.
28 июня 1887 году община, носившая имя Флоро-Лаврской, возведена в степень монастыря со штатом из игумении, казначеи, 28 монахинь и соответствующего числа послушниц.
В монастыре было три храма: в честь Воздвижения Креста Господня (1848 год); в честь Иерусалимской иконы Божией Матери (1873 год); и Вознесенский собор с приделами в честь Успения Божией Матери и во имя святителя Филиппа, митрополита Московского (освящён в 1896 году).
Монастырь был закрыт в начале 1920-х годов.
В марте 1992 года был возвращён Московской патриархии для возрождения монашеского служения делу милосердия и благотворительности.